# Máquina do tempo DeLorean
A máquina do tempo DeLorean (em inglês: DeLorean Time Machine) é o dispositivo usado para viajar no tempo na trilogia de filmes Back to the Future. A máquina está baseada em um automóvel DMC DeLorean de 1981; é pilotada pelo Doutor Emmett Brown, seu inventor, ou Marty McFly, seu amigo. Doutor Brown a classifica como sua invenção mais bem-sucedida. No segundo filme o carro possui a capacidade de voar.

## História

### Criação
Na ficção, a máquina do tempo foi criada pelo cientista Doutor Emmett Brown, depois de ter a ideia do capacitor de fluxo em 5 de novembro de 1955 em sua casa após uma queda. Emmett passou quase 30 anos estudando como fazer o dispositivo. O exemplar do DMC DeLorean usado pelo Doutor Brown para criar sua máquina foi encontrado em 11 de agosto de 1982 no jornal de Hill Valley; Doc comprou-o em setembro daquele ano por US $ 4.800 de um homem chamado Bob. Posteriormente, ele adicionou muitos elementos e equipamentos eletrónicos - incluindo o capacitor de fluxo - para torná-lo uma máquina do tempo e completou-o em 1985. Na vida real, a máquina foi projetada por Ron Cobb, Michael Scheffe e Andrew Probert.
No início, a máquina de viagem no tempo foi pensada para ser uma geladeira. No entanto, o diretor Robert Zemeckis temia que as crianças, influenciadas pelo filme, poderiam começar a se trancar em geladeiras para brincar de viagem no tempo, causando inúmeros acidentes domésticos, e então Zemeckis e o roteirista Bob Gale perseveraram em encontrar ideias melhores até chegar à conclusão de que seria mais lógico que a máquina fosse móvel. Embora tenha sido avaliada a ideia da máquina possuir lagartas, devido à possibilidade do veículo se deslocar para locais onde não havia estradas asfaltadas, finalmente decidiu-se escolher o modelo de carro DMC DeLorean. A principal razão pela qual o DeLorean foi escolhido foi porque esse carro estava idealmente projetado para incluir a piada sobre a família de fazendeiros que o confundem com uma nave espacial no primeiro filme. Em apenas dez semanas, a empresa de efeitos especiais Filmtrix construiu as três primeiras máquinas do tempo DeLorean.

### Filmagem da trilogia

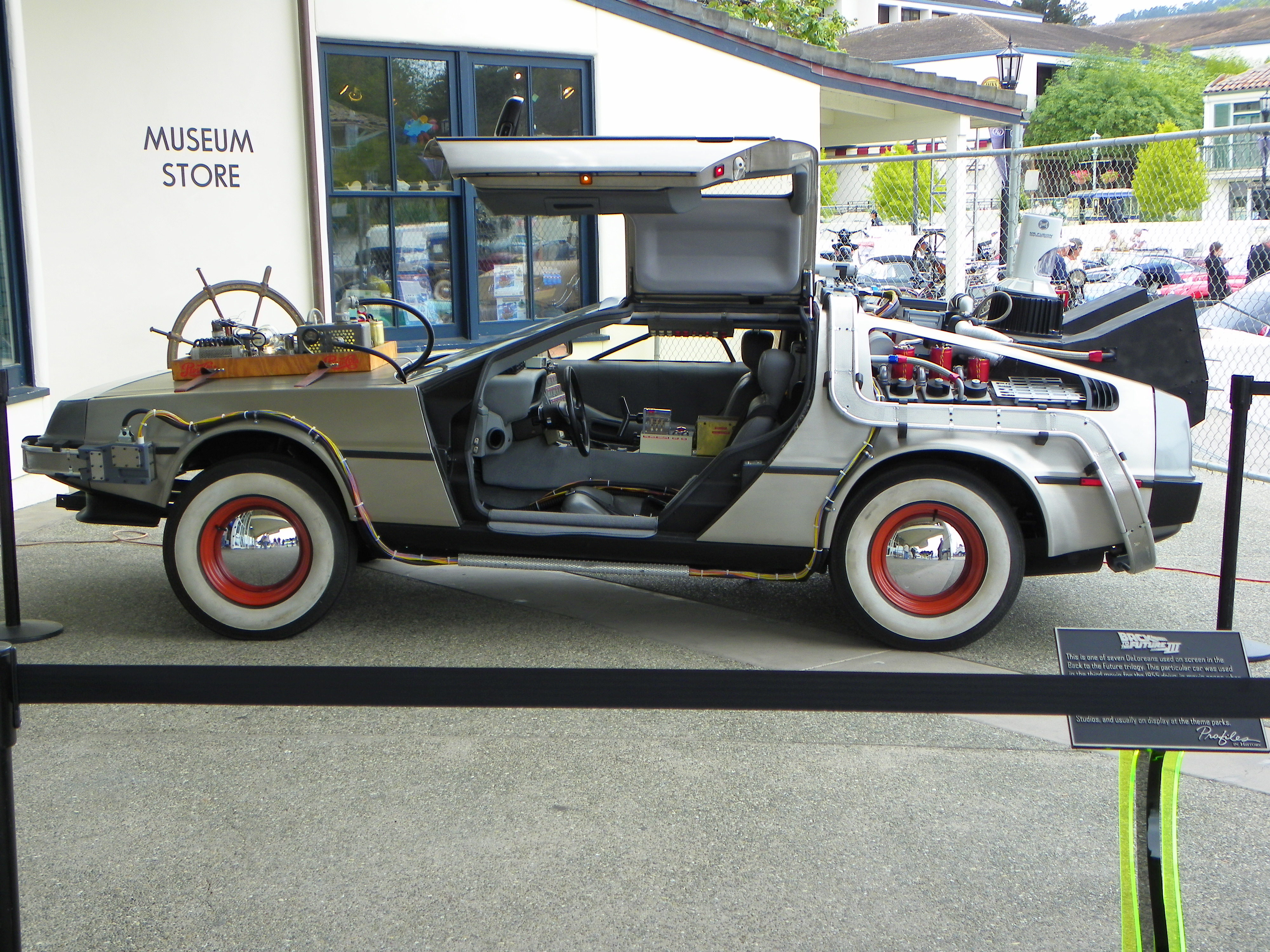
DeLorean original usado no terceiro filme.

Durante as filmagens da trilogia seis unidades do DeLorean foram usadas, além de um modelo de fibra de vidro em tamanho real para simular o vôo no ar e outro em escala para filmar várias tomadas em Back to the Future Part II. Os DeLorean usados em Back to the Future tinham o motor V6 original (cujo som no filme vem do motor V8 de um Porsche 928). Em Back to the Future Part III foram utilizadas duas unidades equipadas com motores Volkswagen e chassi de buggy, e em uma terceira unidade foram colocados explosivos para destruí-la no final do filme, quando um trem atinge a máquina do tempo e a destrói.
Somente três dos seis carros usados nos filmes ainda existem. A Universal Studios possui dois dos carros restantes, que usa de vez em quando em eventos ou para outras produções. O último DeLorean, usado em Back to the Future Part III, foi restaurado e foi leiloado em dezembro de 2011, sendo vendido por US $ 541.200.

## Componentes

### Capacitor de fluxo

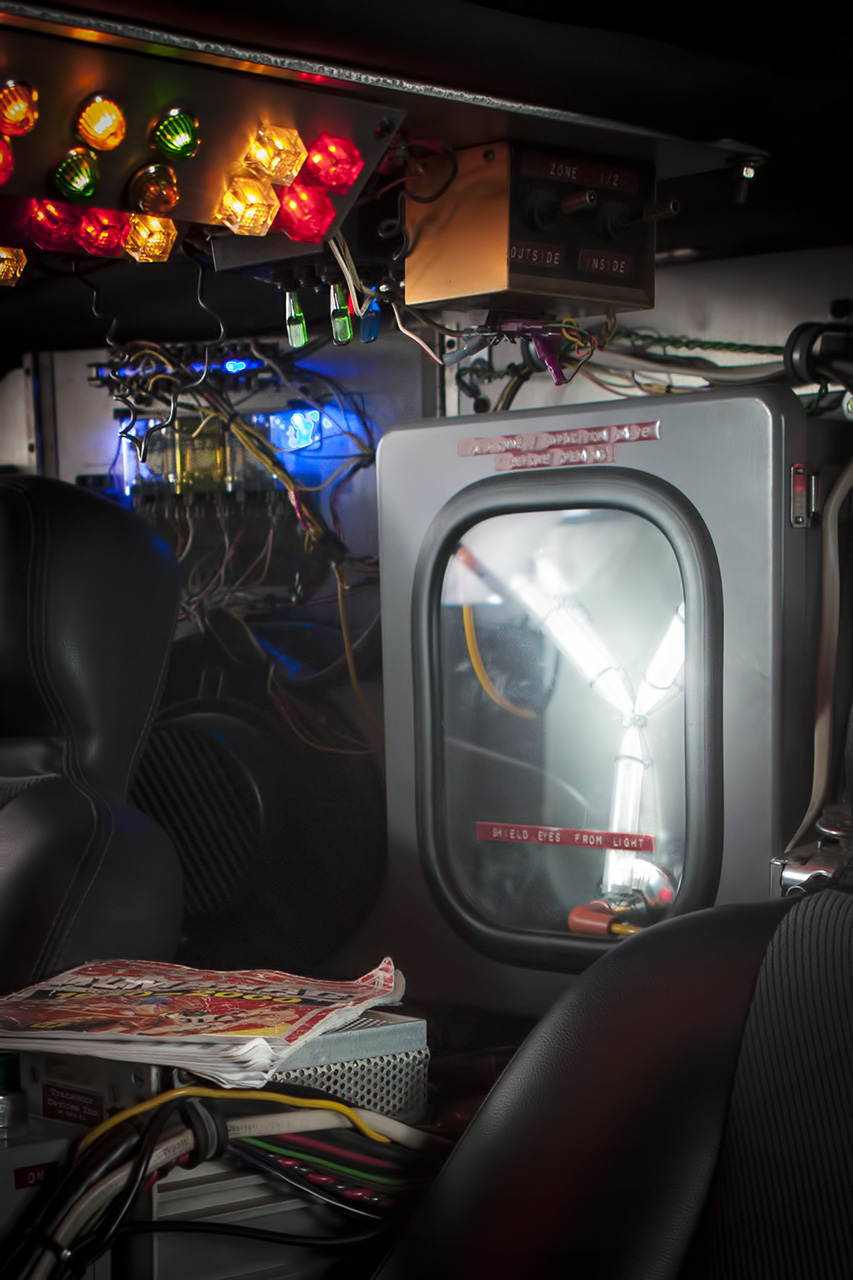
Imagem do capacitor de fluxo.

O capacitor de fluxo (em Portugal: condensador de fluxo) é a principal parte da máquina do tempo. É descrito pelo Dr. Emmett Brown como "o que faz a viagem no tempo possível". Com ele conectado aos circuitos de tempo e energizado com 1,21 gigawatts, ao chegar a 88 milhas por hora (141 km/h), o objeto conectado a ele viaja no tempo. Está instalado atrás dos assentos do DeLorean, e sua forma é a de uma caixa com três pequenas lâmpadas incandescentes cintilantes dispostas em forma de "Y", com energia que flui dentro das linhas do "Y".
Embora os filmes não descrevam exatamente como funciona o capacitor de fluxo, Doc menciona que a carroçaria de aço inoxidável do DeLorean tem um efeito direto e influente na "dispersão do fluxo", mas ele é interrompido antes que possa terminar a explicação.

### Circuitos de tempo

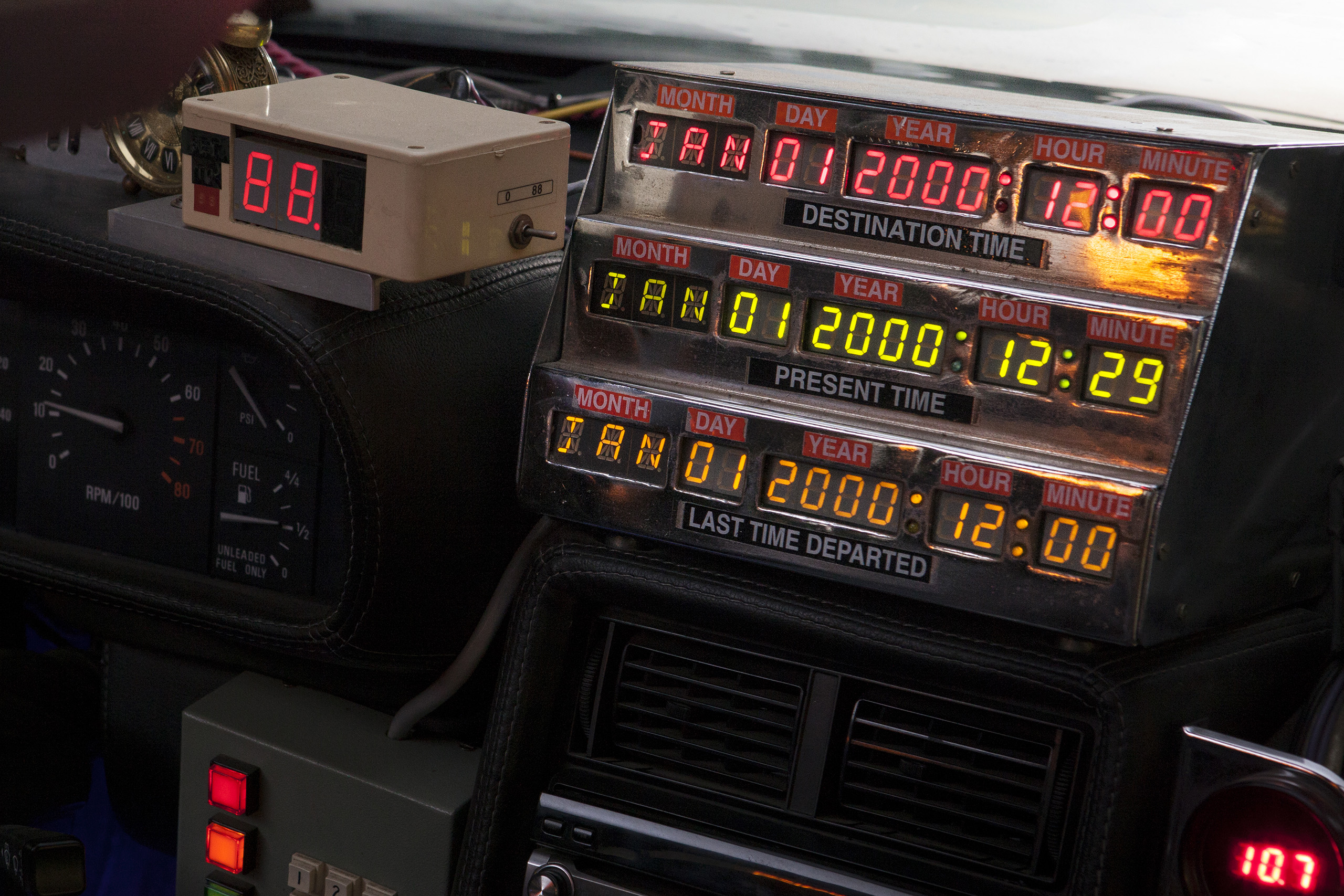
Imagem dos circuitos de tempo.

É o painel que controla a data para onde o capacitor de fluxo levará a máquina do tempo. O painel é subdividido em três partes: a data de destino, a data do presente e a última data onde a máquina do tempo esteve. Cada subdivisão tem, de esquerda para direita, os seguintes dados: o mês, o dia, o ano, a hora e o minuto (como o horário norte-americano é divido em duas partes do dia, o "AM" e o "PM", esse dado está contido em 2 luzes entre o ano e a hora: se a luz de cima acender, significa que é o período "AM" do dia e, se a de baixo acender, é o período "PM" do dia. Porém, para digitar uma data à tarde, como por exemplo "1:00 PM", a pessoa teria de digitar 1300 para representar a hora a mais depois das "12:00 AM"). Cada linha de dados possui uma cor.
Data de exemplo:
| Mês | Dia | Ano  | AM/PM   | Hora | Minuto |
| --- | --- | ---- | ------- | ---- | ------ |
| OCT | 26  | 1985 | AM 0 PM | 01   | 24     |
| NOV | 12  | 1955 | AM PM 0 | 10   | 04     |
| OCT | 26  | 1985 | AM 0 PM | 01   | 35     |

### Teclado
Esta também é uma das partes essenciais do DeLorean. O operador o utiliza para digitar uma data de destino para a qual quer que a máquina do tempo vá. Depois de inserir uma data, ela aparecerá no mostrador de data e hora de destino.

### Velocímetro digital
O velocímetro digital do DeLorean é usado em sincronização com sua contraparte analógica para determinar a velocidade do carro conforme ele acelera para atingir o deslocamento temporal. Ele desempenha um papel mais significativo no terceiro filme. Enquanto tenta voltar a 1985, Marty McFly está controlando a velocidade indicada por este velocímetro, enquanto a locomotiva acelera e empurra o DeLorean, gritando a velocidade com um walkie talkie enquanto Doc tenta entrar no DeLorean.

### Mr. Fusion

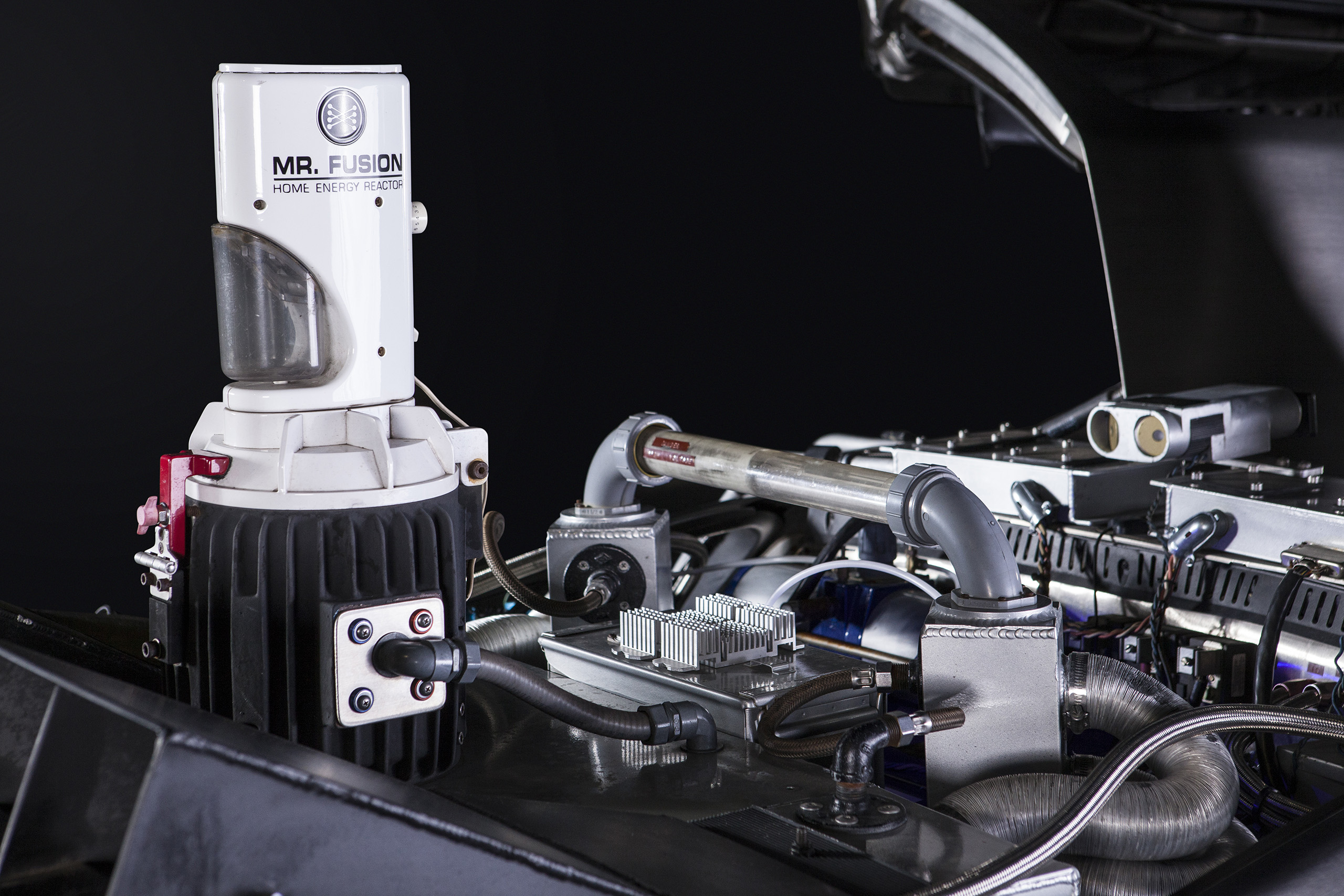
Imagem do reator Mr. Fusion.

O reator Mr. Fusion (Senhor Fusão) é a fonte de energia da máquina do tempo a partir do segundo filme. Seu nome é uma paródia das máquinas Mr. Coffee, que eram muito populares na época das filmagens.
O dispositivo converte lixo doméstico em energia para o capacitor de fluxo e os circuitos de tempo por meio de fusão nuclear, gerando 1,21 gigawatts. Ele substitui o plutônio que energizava esses dispositivos no primeiro filme e que é muito difícil de obter. O Mr. Fusion pode fornecer energia suficiente para o capacitor de fluxo e os circuitos de tempo, mas não é usado para propelir o DeLorean; para isso, faz uso de um motor de combustão interna a gasolina comum para atingir a velocidade de 88 mph necessária para viajar no tempo.

### Circuitos de voo
Somente usados no final de Back to the Future e durante Back to the Future Part II, os circuitos de voo são um dispositivo inserido no carro para permitir que ele voe, além das rodas que podem girar verticalmente para fornecer impulso para cima (depois da Hover Conversion; conversão aérea). O dispositivo não é visível durante os filmes. Perto do final de Back to the Future Part II, os circuitos de vôo deixam de funcionar quando um raio atinge a máquina do tempo.

### Outros componentes

#### Câmara de plutónio
A câmara de plutónio era o que alimentava originalmente o condensador de fluxo e os circuitos de tempo. A câmara precisava de uma carga de plutónio para cada viagem no tempo. No final do primeiro filme, ela foi substituída pelo reator Mr. Fusion quando Doc viajou para o ano 2015, facilitando as viagens no tempo.

#### Controlo remoto
Para o primeiro teste da máquina do tempo com Einstein dentro dela, Doc construiu um controlo remoto especial que ele conectou à máquina. Este controlo remoto é semelhante ao de um carrinho telecomandado e também possui um velocímetro digital que é sincronizado com o do DeLorean. Doc o usa para afastar o carro alguns metros e fazê-lo acelerar a 88 milhas por hora com o travão acionado. Quando o carro chega perto dessa velocidade, Doc solta o travão e o deixa se mover em direção a ele e Marty enquanto desaparece um minuto no futuro com Einstein antes que pudesse atingi-los. Após este evento, o controle remoto não é mais usado e não se sabe o que acontece com ele depois.

#### Despertador
Em 12 de novembro de 1955, Doc colocou um despertador de latão no painel de bordo do DeLorean, que ele acionou para que tocasse quando chegasse a hora de Marty dirigir o carro em direção ao raio na torre do relógio. Após o retorno de Marty a 1985, o despertador ainda permanece no painel do DeLorean em Back to the Future Part II, mas não desempenha mais nenhuma função.

## Réplicas

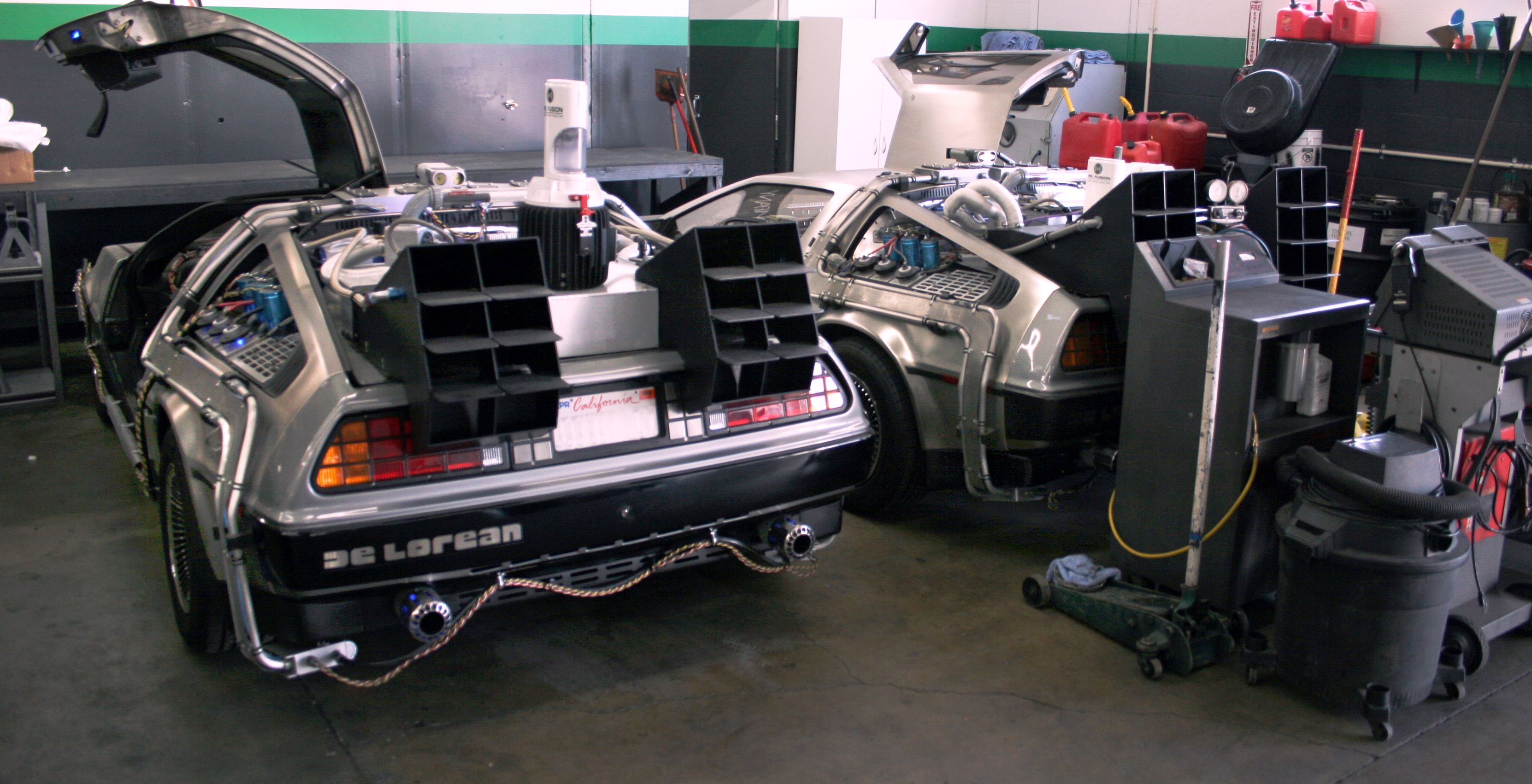
Duas réplicas da máquina do tempo DeLorean.

Até abril de 2021, aproximadamente 115 carros DeLorean foram convertidos em réplicas da máquina do tempo de Back to the Future.